# Громадюк Олексій Романович
Громадюк Олексій Романович (псевдо: «Голубенко» («Голобенко»), «Острізький») (* 1913, — † 27 грудня 1944, хутір Ями, Рафалівський район, Рівненська область) — сотник УПА, командир куреня загону «Озеро» ВО «Турів», командир загону ім. Богуна ВО «Турів», начальник штабу ВО «Турів» і Західної ВО «Завихост».

## Життєпис

### Командир куреня в загоні «Озеро» ВО «Турів» (03.1943— 02.1944)
Курінь під командуванням Олексія Громадюка діяв на території Ковельщини з березня 1943 року. Курінь був сформований після реорганізації повстанської групи «Стохід». У різний час у курені налічувалось від 4 до 6 сотень, найбільш сталими з яких були сотні «Гонти», «Князя», «Залізняка», «Розважного». Основна бойова діяльність куреня була направлена проти радянських партизанів на території Любомльського та тодішнього Головнянського районів. В липні 1943 року куренем було здійснено рейд по Волинському Поліссі (Маневичі-Волчик-Великий Обзир-Малий Обзир-Нова Рудка — Грива — Тоболи) в ході якого основні бойові дії велись також проти червоних партизанів.
Наприкінці грудня 1943 «Клим Савур» (Дмитро Клячківський) дав наказ готуватися до переходу лінії фронту — в тил Червоної Армії.
Загін «Озеро» під командуванням «Рудого» (Стельмащук Юрій) був розділений на 3 групи по 500–600 чоловік. На чолі 1-ї групи був «Крига» Климук-Крига, 2-ї групи — «Голубенко» (Громадюк Олексій), 3-ї групи — «Вовчак» (Шум Олекса).

### Командир загону ім. Богуна ВО «Турів» (02.1944— 09.1944)

О.Громадюк-Острізький з командирами куреня ім. Богуна. Громадюк лежить в центрі. 1944

В лютому 1944, після арешту і розстрілу 7 березня 1944 СБ ОУН командира загону ім. Богуна «Сосенка» (Порфир Антонюк) за ведення переговорів з німцями, «Голобенко» був призначений на його місце.

### Нач. штабу ВО «Турів» (09.1944— 12.1944) та Західної ВО «Завихост» (12.1944— † 27.12.1944). Загибель
У вересні 1944 Стельмащука, який з листопада 1943 командував ВО «Турів», викликали до «Савура», і він вирушив, призначивши своїм заступником і водночас начальником штабу «Голубенка», на місце загиблого 20 березня 1944 «Вовчака».
На зустрічі із Д. Клячківським-«Савуром», яка через хворобу Ю. Стельмащука-«Рудого» відбулася тільки в грудні, «Рудого» було призначено командиром Західної ВО «Завихост» (З'єднані групи № 33), а «Голубенко», відповідно став начальником штабу цих З'єднаних груп. Ця реорганізація відбулася наприкінці 1944 року в групі УПА-Північ. Тоді замість існуючих військових округ були створені дві: Західна ВО «Завихост» (З'єднані групи № 33) та Східна ВО (З'єднані групи № 44).
Після призначення «Рудий» повертався зі своїм штабом в Камінь-Каширський, але по дорозі 27 грудня 1944 під час зіткнення охорони штабу із загоном Внутрішніх Військ на хуторі Ями Рафалівського району Рівненської області загинув шеф штабу З'єднаних груп № 33 Олекса Громадюк («Голобенко»), на його місце був призначений «Яворенко».